# Autoroute A 50
Die Autoroute A 50, auch als Autoroute Est de Marseille bezeichnet, ist eine französische Autobahn mit Beginn in Marseille und dem Ende in Toulon. Sie hat eine Gesamtlänge von 64 km.

## Geschichte
- 14. Juli 1962: Eröffnung Marseille-Place de Pologne – Aubagne-ouest (Abfahrt 2 – A 501)
- ?. ? 1963: Eröffnung Aubagne-ouest – Aubagne-centre (A 501 – A 502)
- 4. September 1969: Eröffnung Toulon-ouest – Toulon-centre (Abfahrt 15 – 16)
- 12. Juli 1974: Eröffnung Marseille-Menpenti – Marseille-Place de Pologne (Abfahrts 1 – 2)
- 23. Juni 1975: Eröffnung Bandol – Toulon-ouest (Abfahrt 12 – 15)
- 16. Dezember 1975: Eröffnung Aubagne-centre – Bandol (A 502 – Abfahrt 12)
- ?. ? 1990: Eröffnung der Abfahrt La Penne (Abfahrt 5),
- ?. ? 1993: Eröffnung der Abfahrt Castellet (Abfahrt 11)
- ?. ? 1995: Eröffnung der Abfahrt Prado (Abfahrt 1)
- ?. ? 1995: Eröffnung der Abfahrt Châteauvallon (Abfahrt 14)
- ?. ? 2000: Eröffnung der Abfahrt La Valentine (Abfahrt 4)
- ?. ? 2002: Eröffnung des Tunnel de Toulon
- ?. ? 2006 (?): Eröffnung der Abfahrt de La Penne (Abfahrt 5)

## N 1050
Die französische Nationalstraße N 1050 ist die Verlängerung der A 50 durch den Tunnel de Toulon und führt zur A 57.

## Großstädte an der Autobahn
- Marseille
- Toulon